# Mount Johnston. Östantarktis
Mount Johnston är ett berg i Antarktis. Det ligger i Östantarktis. Australien gör anspråk på området. Toppen på Mount Johnston är 1 770 meter över havet.
Terrängen runt Mount Johnston är kuperad österut, men västerut är den platt. Mount Johnston är den högsta punkten i trakten. Trakten är obefolkad. Det finns inga samhällen i närheten.